# Arremon
Arremon is een geslacht van zangvogels uit de familie Passerellidae (Amerikaanse gorzen). Het geslacht telt 22 soorten.

## Soorten
- Arremon abeillei  – Kapucijnergors
- Arremon axillaris – Geelsnavelolijfruggors
- Arremon nigriceps  – Marañónkapucijnergors
- Arremon assimilis  – Grijsbrauwstruikgors
- Arremon atricapillus  – Zwartkopstruikgors
- Arremon aurantiirostris  – Goudsnavelgors
- Arremon basilicus  – Bangs' struikgors
- Arremon brunneinucha  – Bruinkapstruikgors
- Arremon castaneiceps  – Olijfgroene struikgors
- Arremon costaricensis  – Costaricaanse struikgors
- Arremon crassirostris  – Dikbekstruikgors
- Arremon dorbignii  – Wenkbrauwgeelsnavelgors
- Arremon flavirostris  – Geelsnavelgors
- Arremon franciscanus  – São-Franciscogors
- Arremon perijanus  – Perijástruikgors
- Arremon phaeopleurus  – Caracasstruikgors
- Arremon phygas  – Pariastruikgors
- Arremon schlegeli  – Goudvleugelgors
- Arremon semitorquatus  – São-Paulostruikgors
- Arremon taciturnus  – Olijfruggors
- Arremon torquatus  – Streepkopstruikgors
- Arremon virenticeps  – Groenkapstruikgors